# 5 карбованців «Пам'ятник Давиду Сасунському в Єревані»
Пам'ятник Давиду Сасунському в Єревані (рос. Памятник Давиду Сасунскому в Ереване) — ювілейна монета СРСР вартістю 5 карбованців, випущена 13 листопада 1991 року. «Давид Сасунський» — легендарний середньовічний вірменський епос, що оповідає про боротьбу богатирів з Сасуна (область в середньовічній Вірменії, нині в Туреччині) проти арабських загарбників. Склався в VII-X століттях. Епос складається з чотирьох гілок. Перша: Санасар і Багда-сар; друга: Мгер; третя: Давид; четверта: Мгер-молодший.  У 1943 році для створення танкової колони «Давид Сасунський» вірмени Нью-Йорка відправили 195 тис. доларів, вірмени Південної Америки — 580 тис. доларів, Тегерана — 1 млн 67 тис. реалів. До кінця 1943 року ця танкова колона рушила на фронт і була передана 119-му окремому танковому полку, що діяв у складі військ прибалтійського фронту. Іншою частиною, що отримала танки Т-34-85 став 119-й танковий полк, який увійшов до складу Другого Українського фронту 20 березня 1944 року машини були придбані на кошти жителів Вірменської РСР і мали на вежах напис «Давид Сасунський» (на честь національного героя Вірменії), яка була виведена літерами національного алфавіту. Пам'ятник Давиду Сасунському на площі перед вокзалом традиційно служить емблемою кіностудії «Арменфільм».

## Історія
З 1988 року випускалася серія монет номіналом у 5 карбованців, присвячена старовинним містам, пам'яткам архітектури, історичним місцям СРСР. Ця серія монет випускалася аж до 1991 року. Монета карбувалася на Ленінградському монетному дворі (ЛМД).

## Опис та характеристики монети
| Номінал крб. | Метал                 | Маса грам | Діаметр мм. | Гурт                           | Тираж штук              |
| ------------ | --------------------- | --------- | ----------- | ------------------------------ | ----------------------- |
| 1            | мідно-нікелевий сплав | 19,8      | 35          | гладкий із заглибленим написом | 2 500 000 350 000(пруф) |

### Аверс
У верхній частині диска — Державний герб Союзу Радянських Соціалістичних Республік (являє собою зображення серпа і молота на фоні земної кулі, в променях сонця і в обрамленні колосся, перев'язаних п'ятнадцятьма витками стрічки); під гербом — напис «СССР», знизу — велика цифра «5», під нею — півколом розміщено слово «РУБЛЕЙ» ще нижче уздовж канта знаходиться дата випуску монети — «1991».

### Реверс
В центрі зображення пам'ятника Давиду Сасунському. Під ним напис «ЕРЕВАН». Зліва від постаменту дата «1959», а під нею декоративна віньєтка. Вгорі уздовж зовнішнього обідка монети півколом напис «ПАМЯТНИК ДАВИДУ САСУНСКОМУ».

### Гурт
Два вдавлені написи «ПЯТЬ РУБЛЕЙ», між ними дві вдавлені п'ятикутні зірки.

## Автори
- Художник: А. В. Бакланов
- Скульптор: Н. А. Носов.

## Вартість монети
Ціну монети — 5 карбованців встановив Держбанк СРСР у період реалізації монети через його філії. Сучасна вартість монети звичайного випуску серед колекціонерів України (станом на 2014 рік) становить понад 50 гривень.